# Otó IV de Borgonya

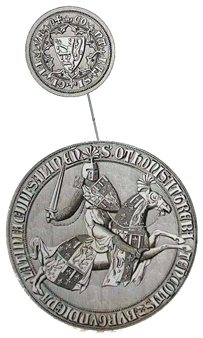
Otó IV de Borgonya

Otó IV de Borgonya (abans de 1248 - 1303) fou comte palatí de Borgonya i comte d'Artois per matrimoni amb la comtessa Matilde o Mafalda d'Artois. Fou el darrer comte de Borgonya de la casa d'Ivrea abans que el comtat no fos lligat per matrimoni i filiació de les seves dues noies al regne de França i després al ducat de Borgonya.

## Família
Era el fill del comte uxori de Borgonya Hug de Chalon i de la comtessa Adelaida I de Borgonya. El 1263 es va casar amb Felipa de Bar (morta després de juny de 1283), filla del comte Tibald II de Bar, amb qui va tenir a Alix de Borgonya (morta entre 1285 i 1291). Esdevingut vidu, es va casar de nou el 1291 amb la comtessa Matilde o Mafalda d'Artois (morta el 1329) amb el qual va tenir:
- Joana II de Borgonya (morta el 1330), comtessa de Borgonya i d'Artois, i reina de França per matrimoni el 1307 amb el rei Felip V de França
- Blanca de Borgonya, reina de França per matrimoni amb el rei Carles IV de França el 1308.
- Robert de Borgonya (1300 - 1315)

## Biografia
Mancat de diners, el 1295 el comte de Borgonya va vendre el comtat al rei de França Felip IV a canvi del matrimoni de les seues dues filles amb els fills del rei. El mateix 1295, Joana de Borgonya es va casar amb Felip i la seva germana Blanca es va casar amb Carles. La primera havia de conservar, segons els termes del contracte, el títol de comtessa de Borgonya i la segona fou dotada amb plata, de la qual les mines de Borgonya en produïen una bona quantitat. El fill Robert de Borgonya heretaria el comtat d'Artois.
El rei Felip IV va fer un bon negoci, ja que el contracte preveia que el pagament es faria en diversos terminis i que no s'hauria de pagar més si el comte moria abans de liquidar el preu. El comte va morir el 1303 abans de completar-se el pagament, però el comte de Chalon, vassall del comtat de Borgonya, es va revoltar i el rei no va poder annexionar el comtat.
A part d'això el negoci fou favorable per Felip IV que va poder fer un pas més en la política d'engrandiment del regne. El rei Felip IV va morir el 1314 i el va succeir el seu fill Lluís X de França, mort el 1316, deixant un fill pòstum, Joan I, que només va viure 5 dies i va morir el 20 de novembre de 1316. Llavors Felip, el marit de Joana, fou coronat rei com Felip V de Franca, i com que no tenia fills mascles de Joana de Borgonya el nou rei va demanar al parlament de validar la possessió per la corona de França del comtat, que la comtessa Joana havia aportat pel matrimoni, i el parlament li va concedir. Felip però no pretenia pas conservar el comtat per a si mateix o pel seu germà i hereu Carles, sinó que pretenia dotar a les seves filles Joana de França (1308-1347), que fou comtessa de Borgonya com Joana III i comtessa d'Artois com Joana II d'Artois, casada el 1318 amb Eudes IV duc de Borgonya (vers 1295-1349); i Margarida de França (1309-1382), comtessa de Borgonya i comtessa d'Artois (1361-1382), casada el 1320 amb Lluís I de Flandes (vers 1304-1346), dit Lluís de Dampierre o Lluís de Flandes, comte de Nevers, i després comte de Flandes i de Rethel. Així les terres adquirides per Felip II August (l'Artois) i Felip IV (Borgonya-comtat) van anar a parar a altres estats (Borgonya i Flandes) aportant quatre segles de guerres.
Otó IV va morir al servei de Felip el Bell el 17 o el 26 de març 1303, a causa de les ferides rebudes cap al mes de desembre de 1302 en el transcurs d'una batalla prop de Cassel al comtat d'Artois, contra un dels vencedors de la Batalla de Courtrai (1302), Guillem de Juliers, arxidiaca del principat de Lieja (aquest darrer, que va morir el 1304 a la batalla de Mons-en-Pévèle, era un dels fills de Maria de Dampierre, ella mateixa filla de Guiu de Dampierre, comte de Flandes).
El cos d'Otó IV va ser dipositat a l'abadia del Lliri, prop de Melun. Sis anys després, se'l va exhumar per enterrar-lo a l'església de l'abadia de Cherlieu on va tenir lloc la cerimònia fúnebre el 5 de març de 1309. Va ser instal·lat darrere l'altell mestre en una tomba de marbre negre on era representat en marbre blanc, posat al llit i revestit amb la seva armadura.